# T-2 mikotoksin
T-2 mikotoksin je trihotecenski mikotoksin, ki nastaja kot stranski produkt rodov gliv Fusarium.
Najbolj znani primer uporabe sega v čas Vietnamske vojne, ko so sovjetske sile in njeni zavezniki uporabili aerosolizirano obliko toksina (t. i. rumeni dež) v Laosu, Kambodži in Afganistanu, zaradi česar je umrlo več tisoč ljudi.
Toksin lahko preide v telo preko kože, inhalacije in zaužitja. Simptomi se začnejo izražati v kratkem času, najpogosteje kot bruhanje, diareja, bolečine in srbenje kože, rdečica, krvavive in občutek oteženega dihanja.
Učinkoviti protistrup ne obstaja, v primeru napada je edina učinkovita obramba fizična zaščita kože in dihalnih poti z uporabo zaščitne obleke in maske.

## Zgodovina
Glede na nekatere dokumente naj bi bil T-2 edini mikotoksin, ki je bil v zgodovini uporabljen kot biološko orožje. K temu je prispevala njegova relativna odpornost proti visoki temperaturi in UV svetlobi (uniči ga šele 30 minutno segrevanje pri temperaturi 260°C).
Informacije o učinkih na človeka pri zaužitja so bile zbrane na podlagi naključnega zaužitja plesnive pšenice in koruze. Največji incident se je zgodil med drugo svetovno vojno v okrožju Orenburga v nekdanji Sovjetski zvezi. Večina kmetovalcev je bila obvezno vpoklicana v vojsko, zaradi česar ni bilo dovolj kmetovalcev za žetve pridelka. Slednji je ostal na polju preko zimskega obdobja ter bil požet šele spomladi. Med tem je postal pridelek plesniv, katerega zaužitje naj bi povzročilo smrt 10-60 % takratnega prebivalstva. Sindrom zastrupitve je bil sprva poimenovan kot alimentarna toksična alevkija (ATA), vendar je bil T-2 pozneje identificiran kot vzrok zasrupitve. Po nekaterih podatki naj bi bil toksin uporabljen že v antičnem času, med izbruhom t. i. Atenske kuge leta 430 pr. n. št.
V prvi polovici 20. stoletja so potekale raziskave za uporabo T-2 v biološkem orožju. ZDA so program biotoksinski program zaprle v 60. letih zaradi težav pri proizvodnji, vendar so ga v 70. letih ponovno odprle zaradi napredkov v genetiki in biotehnologiji.
Nekdanja Sovjetska zveza je razvijala trihotecenske toksine od leta 1941 in jih je morda testirala na političnih zapornikih. Za najbolj učinkoviti način se je izkazala aerosolizirana oblika T-2 mikotoksina, t. i. rumeni dež, ki je bila uporabljena v Laosu med Vietnamsko vojno v letih 1975-81, zaradi česar je umrlo več kot 6.000 ljudi, ter v Kambodži (1979-81; okoli 3.000 mrtvih) in Afganistanu (1979-81; okoli 1.000-3.000 mrtvih).
Med operacijo Puščavski vihar je bližini oporišča ameriške vojske v Savdski Arabiji eksplodirala iraška raketa, ki je vsebovala T-2 mikotoksine, zaradi česar je nekaj vojakov zbolelo za sindromom zalivske vojne. Uporabljen je bil verjetno tudi v Iransko-iraški vojni ter 
Zaradi omejitev pri proizvodnji zadostnih količin toksina je verjetno, da bo uporabljen za teroristične namene kot učinkovito sredstvo pri atentatih na pomembnejše posameznike.

### Vojaški potencial
Med vsemi trihotecenskimi toksini ima T-2 mikotoksin zaradi visoke toksičnosti proti človeku, relativno lahke izdelave velikih količin ter olajšanega razširjanja preko zraka največji potencial za vojaško uporabo. Na želeno območje se ga lahko dostavi v obliki prahu, kapljic, aerosola ali dima preko razpršilcev, nameščenih na letalih ali helikopterjih oz. z ročnimi razpršilci ter preko raket (npr. kaliber 107 mm), topovskih izstrelkov (kaliber 60 in 120 mm), min oz. IED (improvizirana eksplozivna naprava), bomb (eksplozivnih cilindrov) in posebnih posod.
V Laosu je bilo več kot 80 % zračnih napadov izvedenih s pomočjo raket zrak-zemlja, v manjši meri pa z bombami. Od 50-81 % tovrstnih napadov je bilo povezano z rumenim dežjem, ki je bil pravzaprav lepljiva tekočina rumene barve, ki se na tleh je hitro izsušila in spremenila v prah. Nekateri napadi so bili povezani s prahom rdeče, zelene, bele in rjave barve. Glede na podatke obveščevalnih služb in opisov simptomov žrtev je verjetno, da so bila uporabljena tudi druga kemična orožja, kot so fosgen, sarin, soman, iperit, solzivec, fosgen oksim in BZ (3-kinuklidinil benzilat), in sicer v skupni mešanici ali brez ter z ali brez trohotecenskih toksinov.

## Kemijske in fizikalne lastnosti
Za vse trihotecenske toksine je značilno, da so nereaktivne, nizko-molekularne spojine, pri čemer znaša molekulska masa od 250-550 g/mol. So relativno netopni v vodi, vendar so visoko topni v acetonu, etil acetatu, kloroformu, dimetil sulfoksidu (DMSO), etanolu, metanolu in propilen glikolu. Nasplošno imajo nizek parni tlak vendar dobro izparevajo v primeru segrevanju v organskih topilih. Ekstrakt mikotoksinov je rumeno-rjave barve, pri izparevanju ba nastajajo beli kristali. So stabilni po izpostavitvi zraku, svetlobi ali pa obojemu skupaj.

## Razširjenost v naravi
Potencialno nevarne koncentracije mikotoksina se naravno nahajajo v plesnivih zrnih, žitaricah in drugih kmetijskih pridelkih. Toksične vrste gliv rodu Fusarium prebivajo tudi v puščavah, in alpskih gorskih pobočjih. Znani primer zastrupitve s T-2 mikotoksinom je že omenjeni incident v Orenburškem okrožju v Sovjetski zvezi med drugo svetovno vojno.

## Patofiziologija in toksičnost
Toksin lahko preide v telo preko kože, inhalacije in zaužitja. Je hitro delujoči inhibitor sinteze proteinov in nukleinskih kislin. Najpomembnejši učinek naj bi imel na sintezo proteinov, čeprav je natančni potek predmet razprav: nekateri zagovarjajo hipotezo, po kateri ima toksin veliko afiniteto do 60 S ribosomskih podenot, kar inhibira začetno stopnjo sinteze, drugi pa zagovarjajo hipotezo, po kateri deluje peptidil transferazo, kar prekine sintezo v končni stopnji. V kontekstu nukleinskih kislin povzročajo predvsem prelome DNA in razne kromosomske nepravilnosti. Delujejo predvsem na tkiva, kjer potekaje intenzivne delitve celic, kot so kostni mozeg, koža, mukozni epitelij, ter na spolne celice.
Pri laboratorijskih miših je smrtonosna doza (LD50) preko inhalacije 0.24-0.94 mg/kg, intravenozno 3.8 mg/kg, podkožno 1.6-2.1 mg/kg in preko kože več kot 10 mg/kg. Preko vdihovanja (inhalacije) je smrtonosna doza primerljiva z iperitom, preko kožnega stika pa je od slednjega pa je okoli 400-krat učinkovitejši, in ga tako primarno uvrščamo med mehurjevce.

## Diagnoza
Zgodnji simptomi se pri kožnem stiku začnejo pojavljati v nekaj minutah do nekaj urah po izpostavljenosti, vključujejo pa bolečine na koži, rdečico in kožne izpuščaje, ki napredujejo do obsežnih nekroz kože. Pri inhalaciji skozi nos se manifestira s kihanjem ter bolečino, srbenjem, krvavitvijo (epistaksa) in izcejanjem (rinoreja) iz nosu, pri zastrupitvi pljuč se pojavi oteženo dihanje občutkom napora dihalnih mišic (dispneja), sopenje in kašelj, pri izpostavljenosti ust in žrela pa krvavi izmeček. Pri stiku z očmi se pojavijo bolečine, solzenje in megleni vid. Pri zaužitju se pojavi izguba apetita (anoreksija), slabost, bruhanje in krvava diareja. Minimalna doza za povzročenje poškodbe na koži je okoli 400-krat manjša kot pri iperitu.
Sistemska toksičnost se kaže s slabostjo, omotico, moteno usklajenostjo gibov (ataksija) in skrajno izčrpanostjo (prostracija). V usodnih primeri sledijo povišanje srčnega utripa (tahikardija) ter zmanjšanje telesne temperature (hipotermija) in krvnega tlaka (hipotenzija). Smrt se lahko pojavi v nekaj minutah, urah ali dnevih.

## Zdravljenje in preventiva
Specifični protistrup trenutno ne obstaja: potrebno je nadomeščanje hranilnih snovi ter razstrupljanje z naravnimi substancami. V primeru zaužitja je priporočljiva uporaba aktivnega oglja.
Preventiva vključuje predvsem odstranjevanje potencialno kontaminiranih oblek in razstrupljenje kože z milom in vodo. Za dekontaminacijo okolja je potrebna uporaba hipokloritne raztopine pod alkalnimi pogoji (npr. 1 % raztopina natrijevega hipoklorita (NaClO) in 0,1M natrijev hidroksid (NaOH)). Avtoklaviranje jih ne deaktivira, pač pa je potrebno 10 minutno segrevanje pri ~480 °C ali 30 minutno segrevanje pri 260 °C.
Čeprav potekajo raziskave na področju cepiva in zaščitnih kemijskih spojin, je trenutno edina učinkovita obramba proti napadu fizična zaščita kože in dihalnih poti z uporabo zaščitne obleke in maske. Če zaščitna oprema ni na voljo ob napadu, je potrebno zunanji del uniforme ali obleke odstraniti v roku 4 ur in izpostaviti 5 % raztopini hipoklorita, izpostavljeni deli kože pa morajo biti temeljito izprani.